# Верхнетагильская (станция)
Верхнетаги́льская (также встречается написание Верхне-Тагильская) — конечная железнодорожная станция однопутного тупикового ответвления Нейва — Верхнетагильская от линии Екатеринбург — Нижний Тагил Свердловской железной дороги в городе Верхнем Тагиле Свердловской области. Входит в Нижнетагильский центр организации работы железнодорожных станций ДЦС-4 Свердловской дирекции управления движением.
Станция построена в 1957 году для снабжения углём расположенной поблизости Верхнетагильской ГРЭС. С 1958 года осуществлялось регулярное движение электропоездов до Свердловска (2 пары в сутки). В 2005 году электропоезда до Свердловска были отменены, взамен был введён электропоезд до Нижнего Тагила, курсировавший 1 раз в сутки. Зимой 2006 года некоторое время курсировал единственный электропоезд из Свердловска. С введением летнего графика 2006 года пассажирское движение по станции было прекращено окончательно.
На станции имеется вокзал и одна низкая пассажирская платформа — в междупутье 1 и 3 станционных путей.
Станция расположена с северо-западной стороны Верхнетагильского (верхнего) пруда в малонаселённой окраинной части города, где проживают преимущественно работники железной дороги.
К станции примыкают подъездные пути Верхнетагильской ГРЭС и Верхнетагильского комбината строительных конструкций.